# Kertawinangun (Cidahu)
Kertawinangun is een bestuurslaag in het regentschap Kuningan van de provincie West-Java, Indonesië. Kertawinangun telt 2472 inwoners (volkstelling 2010).